# Anthicomorphus suturalis
El Anthicomorphus suturalis o Escarabajo hormiga roja (en japonés 赤アリのカブトムシ) es una especie de coleóptero de la familia Anthicidae.

## Distribución geográfica
Está ampliamente distribuido en Asia, desde Japón en el norte hasta las Islas Salomón y Micronesia en el sureste.